# Greg Matthews
Greg Matthews – australijski judoka.
Zdobył cztery medale mistrzostw Oceanii w latach 1983 - 1988. Wicemistrz Australii w 1983 roku.